# ويل ستيفنز
ويل ستيفنز (بالإنجليزية: Will Stevens)‏ مواليد 28 يونيو 1991 في إسكس، المملكة المتحدة، هو سائق فورملا 1 بريطاني. كان أول سباق له هو جائزة أبوظبي الكبرى 2014.

## روابط خارجية
- ويل ستيفنز على موقع DriverDB.com (الإنجليزية)
- ويل ستيفنز على موقع AS.com (الإسبانية)